# پوشاک

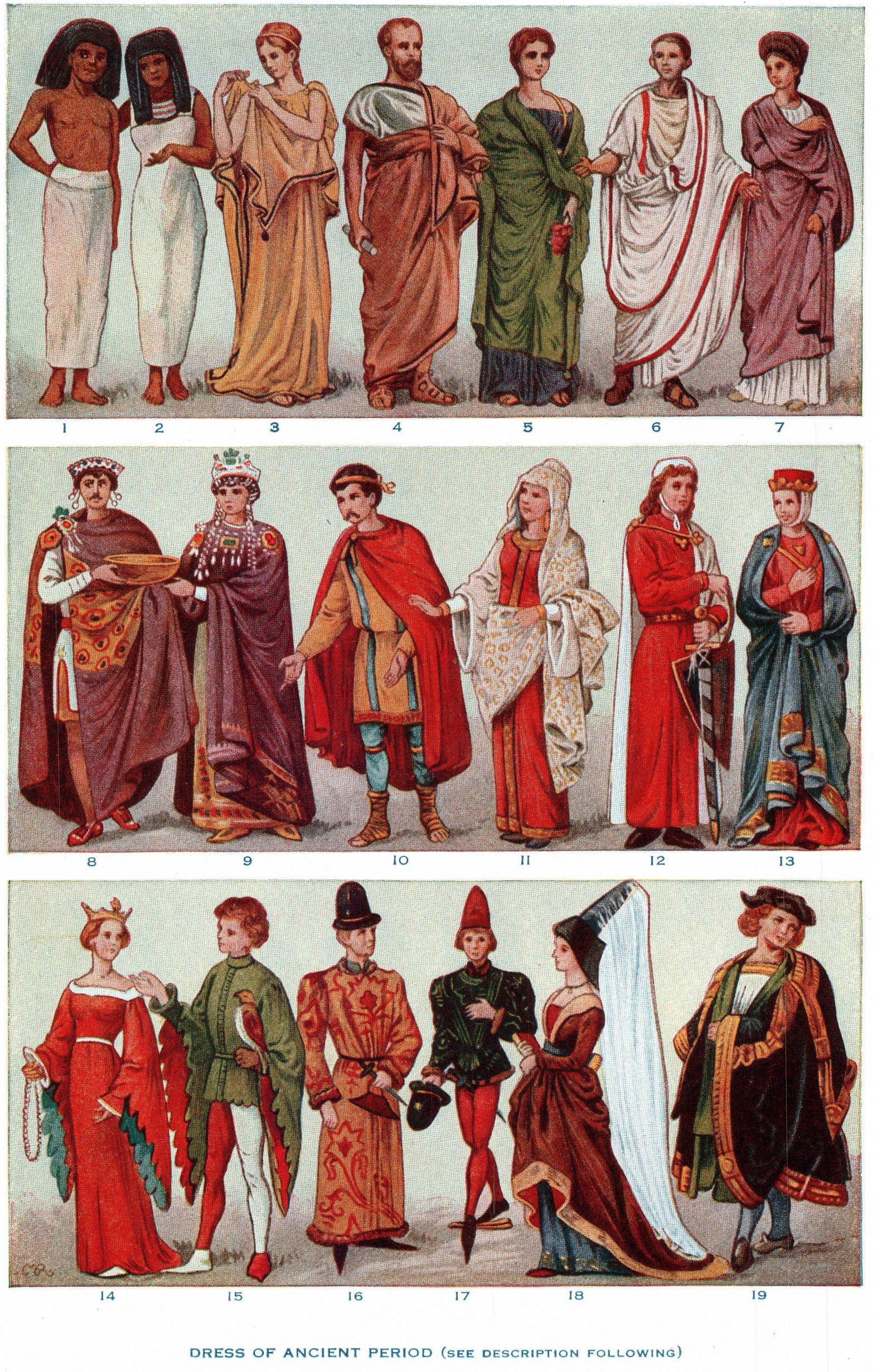
تاریخ پوشاک، (از بالا) مصریان، یونانیان باستان، رومی‌ها. بیزانسی‌ها، فرانک‌ها؛ و اروپاییان قرن سیزدهم تا پانزدهم

پوشاک یا لباس یا جامه آنچه است که بر تن پوشیده می‌شود. پوشاک ، بدن را از گرما و سرما و دیگر خطرهای موجود در طبیعت حفظ می‌کند. همچنین پوشاک می‌تواند برای راحتی، زیبایی، حفظ در برابر سرما یا دگرگونی دمایی و نیز برای ایمنی استفاده شود.

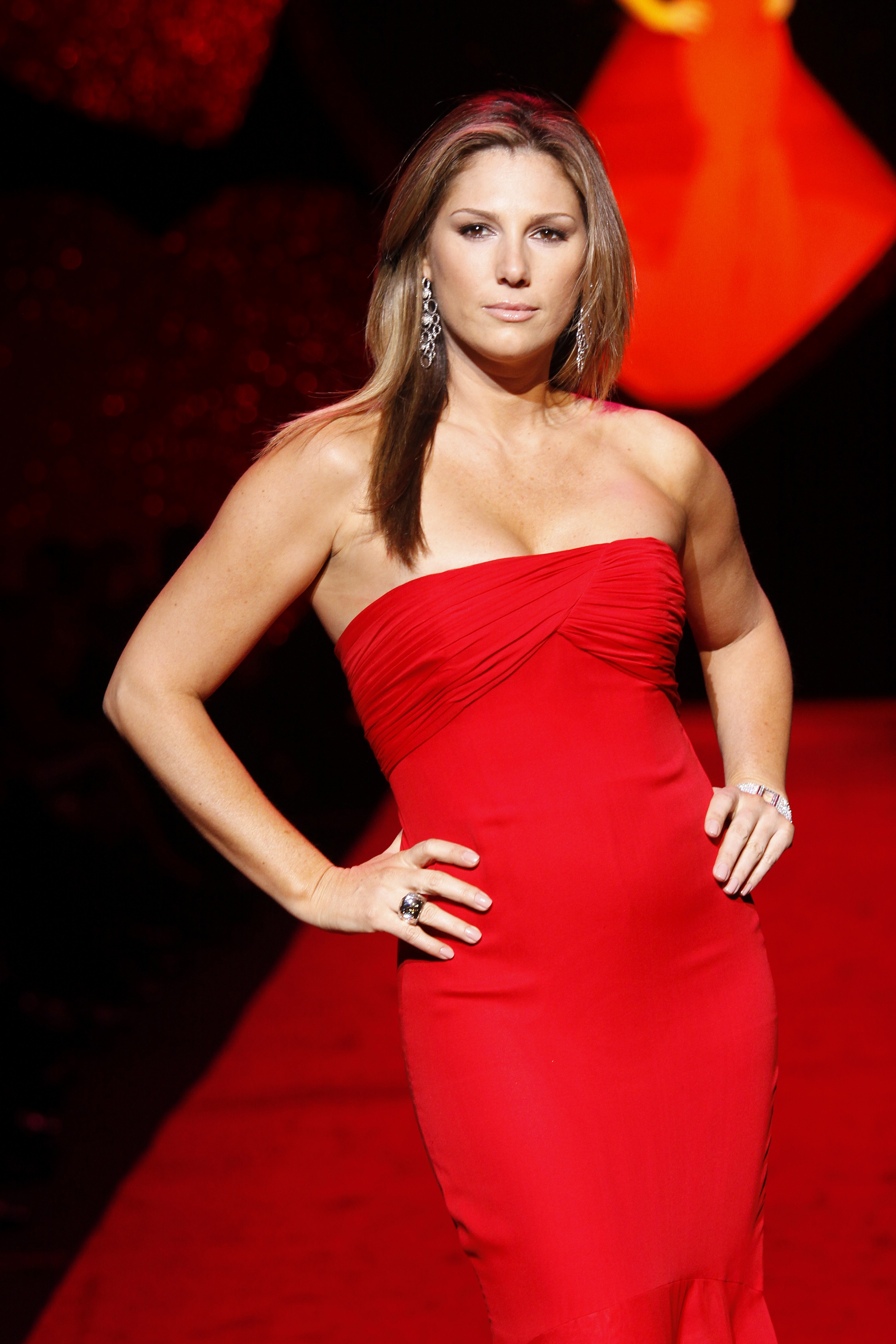
پوشاک مجلسی زنانه والاترین بخش از طراحی پوشاک در دوران نوین بوده‌است که بخش بزرگی از اقتصاد پوشاک را نیز به خود اختصاص داده‌است.

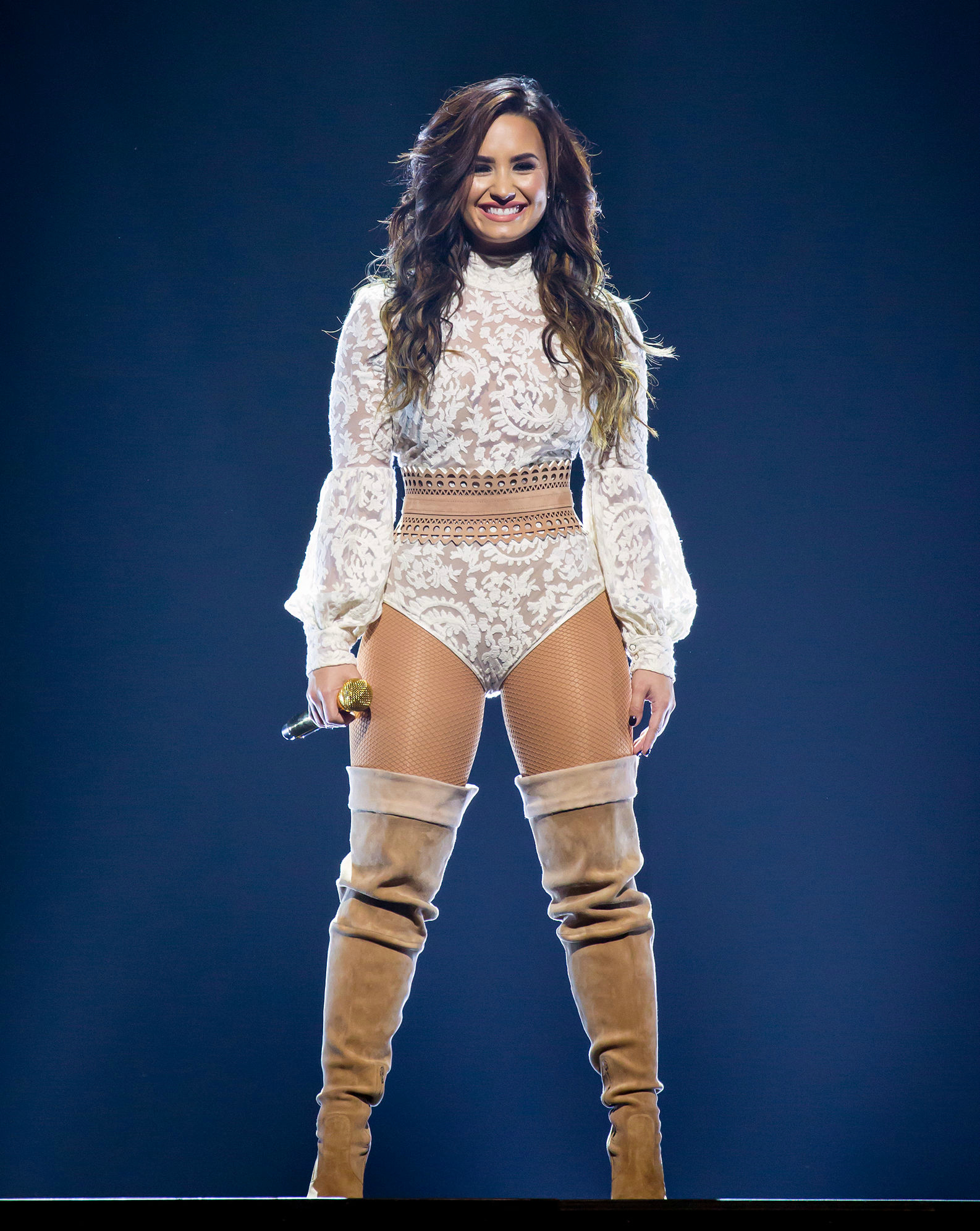
پوشاک زنان توجه ویژه‌ای به ترکیب پوشش‌های مختلف برای مهیا کردن زیبایی بیشتر دارد. انواع جوراب‌شلواری یا جوراب و تاپ در بسیاری از استایل‌های زنانه ترکیب شده‌اند.

پوشیدنی‌ها همچنین می‌توانند نشان دهندهٔ باورهای مذهبی، فرهنگی و دیگر معانی اجتماعی باشند. پوشاک زنانه چون چکمه، تاپ، لگینگ، ساپورت، دامن، استاکینگ و پوشاک مجلسی زنانه، به عنوان نمادهای هنر و فرهنگ پوشش انسانی مدرن در نظر گرفته می‌شوند. نقش زیبایی‌گرایانه و جذب‌کنندگی پوشاک اگرچه برای هردو جنسیت مرد و زن در نظر گرفته می‌شود اما به‌طور معمول در صنعت مد، تمرکز بر زیبایی پوشاک زنانه بوده‌است. پس از پیشرفت‌های صنعتی اروپا بسیاری از پوشاکی که گاه کامل در انحصار مردان بوده یا مردانه دانسته شده‌اند، تبدیل به پوشاکی زنانه شدند و در سراسر جهان به عنوان پوششی برای زن شناخته شدند. در نمونه‌ای چکمه‌های بلند و چرمی تا پایان دهه ۲۰۱۰ و پس از آن به کفشی زنانه تبدیل شدند. انواعی از پوشاک توری و بدن‌نما نیز کاملاً زنانه دانسته شدند. با این حال، جنبش‌هایی علیه جنسی‌سازی پوشاک شکل گرفت.
یکی از مهم‌ترین کاربرد پوشاک نقش نگهداری و حفاظتی آنان بوده‌است و در جلوه‌های نوین لباس‌ها در نقش حفاظتی آن‌ها می‌توان به انواعی از لباس‌های حفاظتی یا لباسهای مانند پوشاک فضانوردی، پوشاک زرهی، پوشاک غواصی، مایو، پوشاک حفاظت کننده در مقابل نیش زنبور، لباس چرمی موتورسواری و لباس‌های محافظ اشاره کرد.
در معانی کاربردی پوشاک در روند تحول تاریخی آن می‌توان به مواد زیر برای به وجود پوشاک به جز جنبه محافظتی آن می‌توان از کاربدهای جادویی، قدرت نمایی، فرهنگ حیا و هویت بخشی اشاره کرد. پوشاک گویش تظاهری، عملی و نشانه ای برای بیان محتوای فرهنگی یک جامعه می‌باشد و به جز وظیفه پوشانندگی و محافظت دارای نقش‌های چون زیبایی، هویت بخشی، جزی جدید از زبان بدن در نقش‌های اعتراضی، بیان‌های سیاسی، یا شکوه و جلال اجتماعی، گرانبهایی و سرگرمی را در بر می‌گیرد. اما تمام موارد فوق زمانی محقق خواهد شدکه صفت اصلی یعنی پوشاندن حتی جزئی کوچکی از بدن را دربرداشته باشد.
همچنین مردم بدن‌هایشان را به وسیله عطر، لوازم آرایش و مدل دادن به موهای سر، صورت و بدنشان پیراسته می‌کنند. آن‌ها همچنین بدنشان را به وسیله کارهایی مثل خالکوبی و جای زخم و دیگر کارها علامت‌گذاری می‌کنند. این کارها ممکن است نشانه‌ای از پوشاک باشند اما پوشاکی به وجود نیامده‌است.
در طول تاریخ بسیاری از جوامع به‌طور کامل یا تا قسمتی طرفدار برهنگی بوده‌اند که این یک هنجار فرهنگی به حساب می‌آمد. در دنیای امروز در بیشتر فرهنگ‌ها رفت‌وآمد در مکان‌های همگانی بدون پوشاک یک هنجارشکنی و غیرقابل قبول است. لباس‌های نخستین از پوست حیوانات تهیه می‌شدند. پوشاک مردم عهد باستان بسیار گشاد بود. در قرون وسطی مردم فقیر پوشاک ساده‌ای برتن می‌کردند اما ثروتمندان از پوشاک دوخته شده از حریر و ابریشم مرغوب شرق استفاده می‌کردند؛ مثلاً ملکه الیزابت اول، سمبل مد در دوران خود بود. گفته می‌شود وی هنگام مرگ خود بیش از ۳۰۰۰ دست لباس داشت.

## پیشینه
دانشمندان هرگز در مورد زمان شروع پوشیدن لباس توسط انسان به توافق نرسیده‌اند و تخمین‌های پیشنهاد شده توسط متخصصان گوناگون از ۴۰٫۰۰۰ تا حتی ۳ میلیون سال پیش متغیر بوده‌است.

## کاربردها

### محافظت
پوشاک، هوای مجاور پوست را حبس می‌کند و از این راه ضخامت ناحیهٔ اختصاصی هوا در مجاورت پوست را افزایش و جریان هوا را کاهش می‌دهد، و میزان دفع حرارت از بدن به‌وسیلهٔ این هدایت شدیداً کاهش می‌یابد و باعث جلوگیری از هدر رفت گرما و در نتیجه گرم شدن بدن می‌شود. لباس‌های معمولی میزان دفع حرارت را به حدود نصف حالت عریان کاهش می‌دهند. برای لباس‌های مخصوص مناطق قطبی این نسبت به یک ششم می‌رسد.

### زیبایی

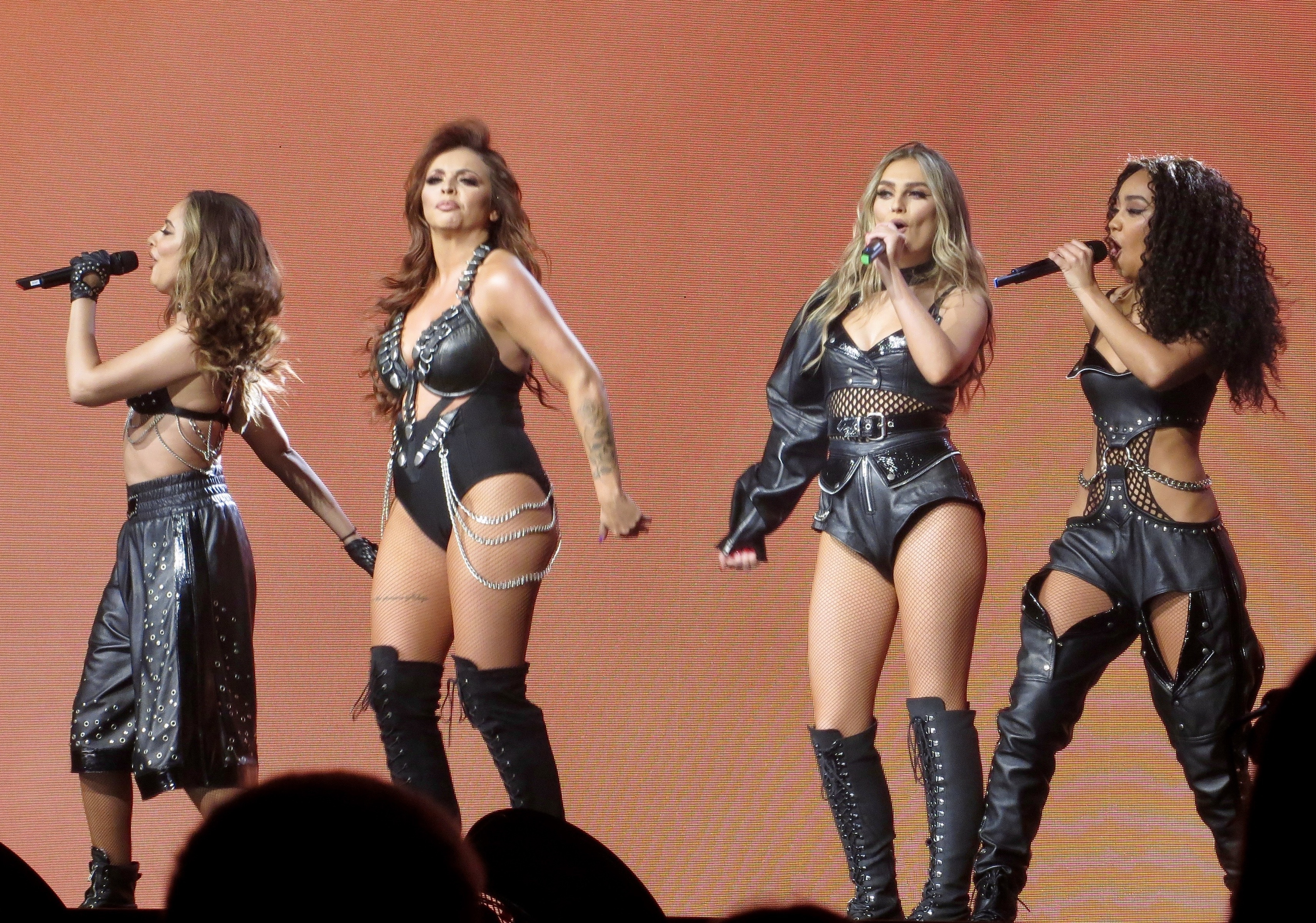
پوشاک خوانندگان زن معمولاْ محلی برای تبلیغات و پروموت پوشاک زیبایی‌گرایانه زنان بوده‌است.

پوشاک زنانه چون چکمه، تاپ، لگینگ، ساپورت، دامن، استاکینگ و پوشاک مجلسی زنانه، به عنوان نمادهای هنر و فرهنگ پوشش انسانی مدرن در نظر گرفته می‌شوند. نقش زیبایی‌گرایانه و جذب‌کنندگی پوشاک اگرچه برای هردو جنسیت مرد و زن در نظر گرفته می‌شود اما به‌طور معمول در صنعت مد، تمرکز بر زیبایی پوشاک زنانه بوده‌است. پس از پیشرفت‌های صنعتی اروپا بسیاری از پوشاکی که گاه کامل در انحصار مردان بوده یا مردانه دانسته شده‌اند، تبدیل به پوشاکی زنانه شدند و در سراسر جهان به عنوان پوششی برای زن شناخته شدند. در نمونه‌ای چکمه‌های بلند و چرمی تا پایان دهه ۲۰۱۰ و پس از آن به کفشی زنانه تبدیل شدند. انواعی از پوشاک توری و بدن‌نما نیز کاملاً زنانه دانسته شدند. با این حال، جنبش‌هایی علیه جنسی‌سازی پوشاک شکل گرفت.

## گونه‌ها
تیشرت (T-Shirt) پوشاک آستین کوتاه نازک یقه گرد یا یقه هفت در انواع مدل‌های ساده و طرح‌دار با رنگ یا تکه‌های پارچه یا یک جیب تزیینی سمت چپ سینه و همچنین دارای مدل‌های گشاد و لانگ نیز هست.
بلوز (Blouse) دقیقاً همان تعریف تی‌شرت نازک ولی آستین بلند و گاهی هم یقه اسکی.
بادی استاکینگ: پوشاکی یک تکه و تنگ است که نیم تنه، پاها و گاهی بازوهای شخص را می‌پوشاند. بادی تور معمولاً گونه‌ای پوشاک زیر شمرده‌است که معمولاً از پارچه‌ای شفاف همانند پارچه‌ای که برای جوراب‌های ساق بلند یا جوراب شلواری استفاده می‌شود،
پولوشرت (Polo Shirt) تی‌شرت نازک یقه دار ۲ تا ۴ دکمه یا بدون جیب یا با یک جیب معمولاً سمت چپ سینه و گاهی هم آستین بلند
فرق پلیور و ژاکت (مخصوص فصل پاییز و زمستان):
پلوور (Pullover) پوشاک بافتنی آستین بلند جلوبسته است و گاهی هم یقه اسکی
تاپ کوتاه: پوشش معمول زنانه که تنها بخشی از بالاتنه را می‌پوشاند.
ژاکت (Jacket) پوشاک بافتنی آستین بلند جلو باز که با دکمه یا زیپ بسته می‌شود.
جلیقه (Waistcoat) نام پوشاک ضخیم بدون آستین جلو باز که با دکمه یا زیپ بسته می‌شود.
ژیله (Gilet) نام پوشاک ضخیم بدون آستین جلو بسته‌است
پوشاک، لباس زنانه و دخترانه (مخصوص فصل پاییز و زمستان):
پوشاک بدون آستین جلو بسته‌است.
هودی (Hoodie) نام پوشاک آستین بلند کلاه دار با دو جیب در پایین یا بدون جیب و در سه مدل جلو بسته و جلو باز با زیپ یا دکمه است که تفاوت ان با سویت‌شرت در داشتن کلاه است. (مخصوص فصل بهار و پاییز و زمستان)
سویت‌شرت (Jumper) نام پوشاک ضخیم آستین بلند غیر بافتنی با دو جیب در پایین یا بدون جیب در سه مدل جلوبسته و جلو باز که با دکمه یا زیپ بسته می‌شود. (مخصوص فصل پاییز و زمستان)
ساپورت: به شلوار توری چسبان لگ و به جوراب شلواری ضخیم ساپورت گفته می‌شود.
لگینگ: لِگ یا لِگینگز (به انگلیسی: Leggings) به شلوار چسبان نازکی گفته می‌شود که برای ورزش یا زیبایی پوشیده می‌شود.
فیش‌نت: یا بافت توری (انگلیسی: Fishnet) در زمینه منسوجات بافتی با گره‌های باز الماس شکل است که اغلب برای جوراب ساق بلند، جوراب شلواری، جوراب بدن و دستکش استفاده می‌شود. در دنیای مد و فرهنگ عام، فیش‌نت به‌طور کلی به عنوان یک پوشش جذاب در نظر گرفته می‌شود؛ به ویژه به عنوان لباس زیر، به دلیل توری و بدن نما بودن. گاهی به جوراب فیش‌نت جوراب زنبوری نیز گفته می‌شود.

## چرخه زندگی

### نگهداری لباس
پوشاک هم از درون و هم از بیرون مورد حمله عامل‌های گوناگون قرار می‌گیرد. بدن انسان سلول‌های پوست و روغن‌های پوستی و چربی را دفع می‌کند و عرق، ادرار و مدفوع ترشح می‌کند که ممکن است لباس‌ها را آلوده سازند. از بیرون، آسیب آفتاب، رطوبت، سایش و کثیفی پوشاک را تهدید می‌کنند. همچنین کک و شپش می‌توانند در درزها پنهان شوند. اگر تمیز و نوسازی برای پوشاک انجام نشود، کم‌کم فرسوده می‌شود و زیبایی و کارکرد خود را از دست می‌دهد. مانند زمانی که دکمه‌ها می‌افتند، درزها باز می‌شوند، پارچه‌ها نازک یا پاره می‌شوند و زیپ‌ها از کار می‌افتند. این موارد در پوشاک زنانه تا اندازه‌ای متفاوت است و در نمونه‌هایی پوشاک توری زنانه چون بادی‌استاکینگ و جوراب ساق‌بلند و چکمه‌ها به دلیل نوع کاربرد ممکن است تا پایان عمر مفیدشان نیاز به نگهداری خاصی پیدا نکنند.

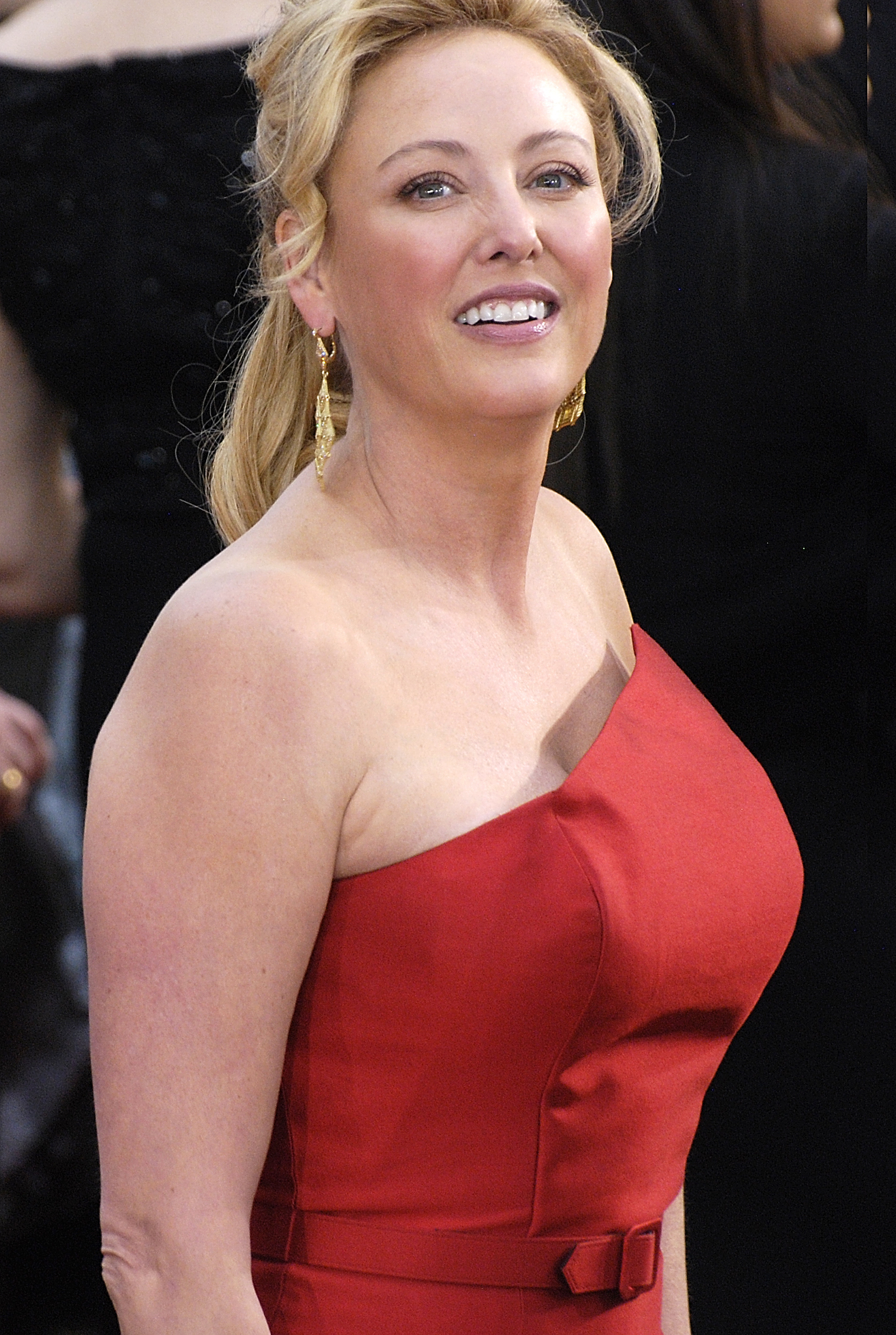
پوشاک مجلسی زنانه نیازمند نگهداری ویژه و سخت است.
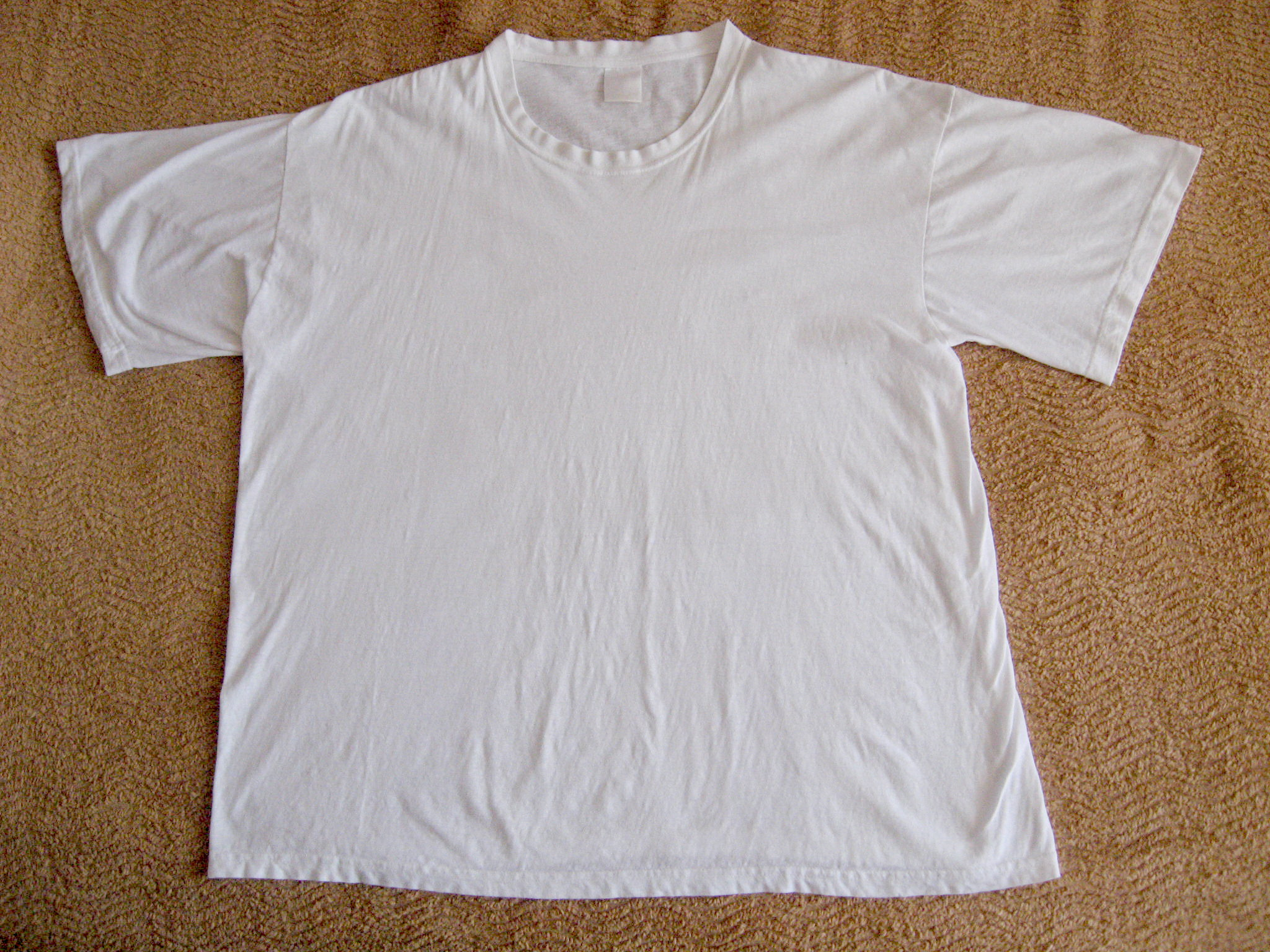
تی‌شرت‌ها بسته به جنس می‌توانند نگهداری ساده‌ای داشته باشند که گاه به دمای شستشو محدود می‌شود.
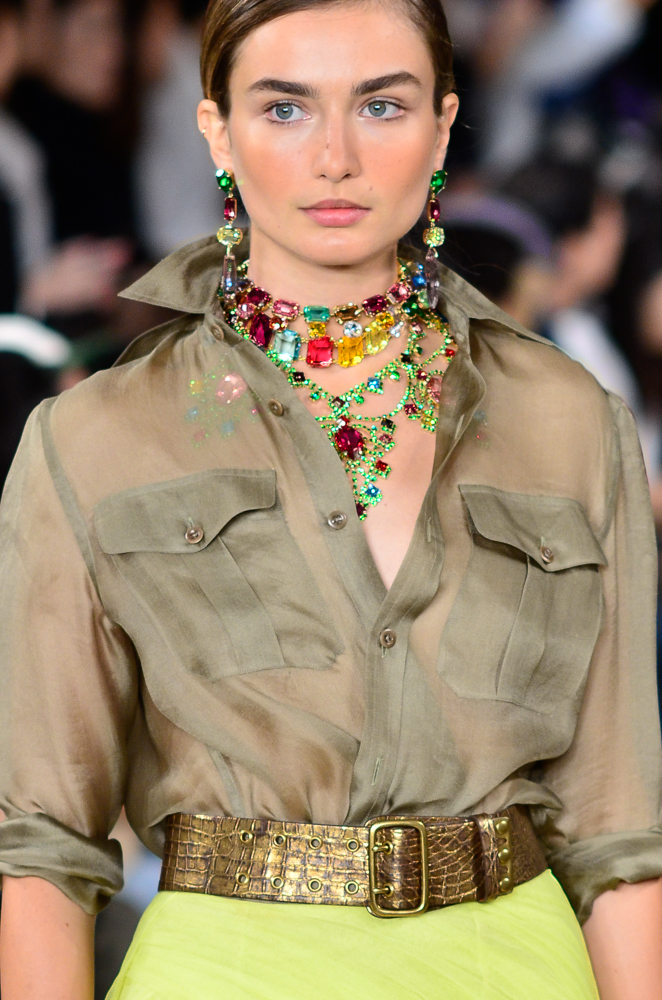
پیراهن‌های فشن یا دکمه‌دار

### شستشو، اتو، انبار کردن

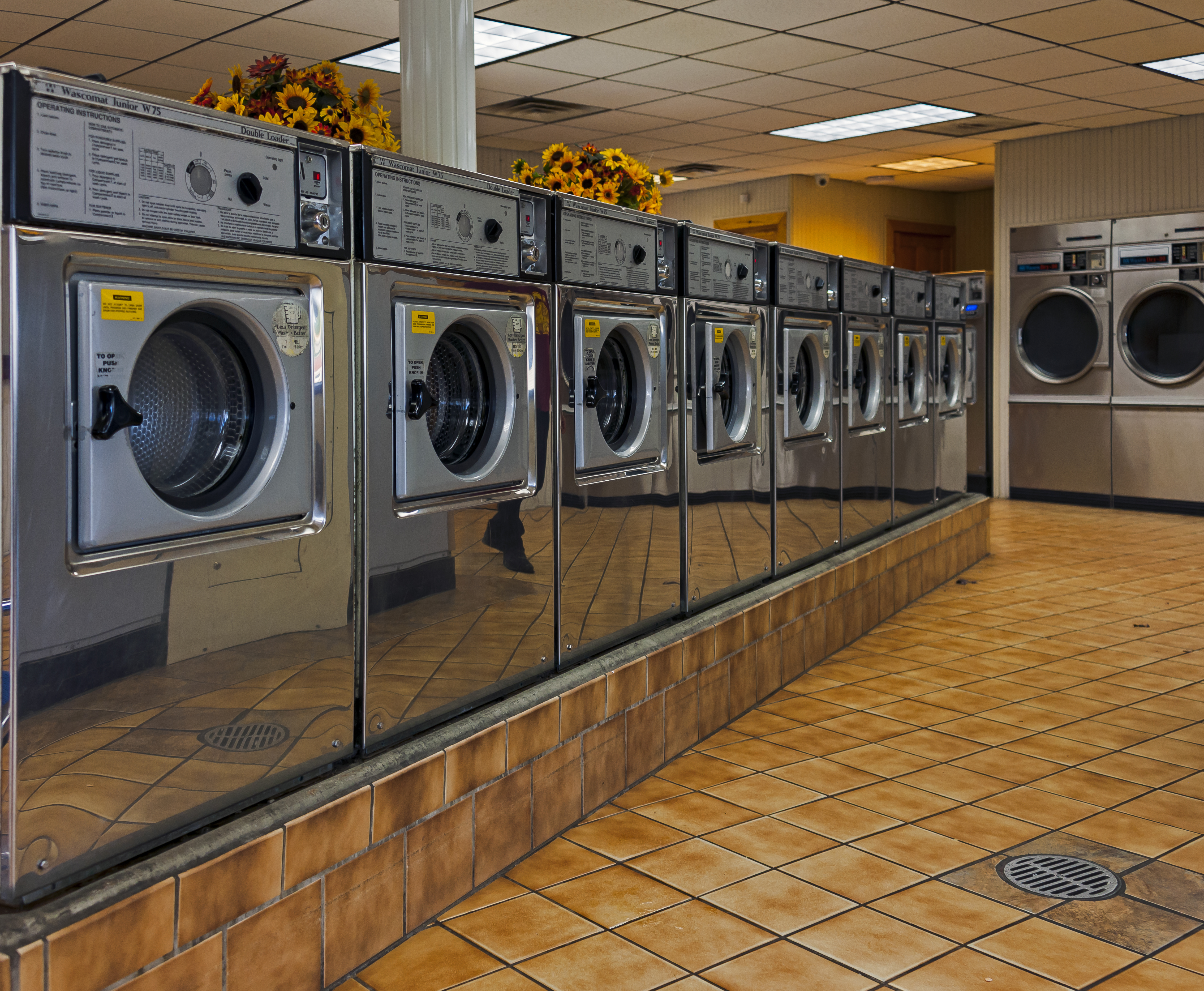
فروشگاه‌های رختشوی‌خانه عمومی

انسان‌ها روش‌های تخصصی بسیاری را برای شستن پوشاک طراحی کرده‌اند، از روش‌های نخستین کوبیدن لباس‌ها به سنگ‌ها در جریان‌های رودخانه، تا جدیدترین روش‌های ماشین‌های لباسشویی الکترونیکی و خشک‌شویی. شستشو با آب گرم (جوش)، تمیز کردن شیمیایی و اتو کردن، همه روش‌های سنتی استریل کردن پارچه‌ها برای اهداف بهداشتی انسان هستند.

### بازیافت
بازیافت پوشاک فرایندی سودآور و مدرن است که در کشورهای توسعه‌یافته گسترش قابل توجهی دارد.

## حق پوشش
حق پوشش یا حق پوشاک به عنوان یک حق بشری در اسناد گوناگون حقوق بشر بین‌المللی به رسمیت شناخته شده‌است. این حق، همراه با حق غذا و حق مسکن، بخشی از حقوق برخورداری از استانداردهای مناسب زندگی است که بر پایه ماده ۱۱ میثاق بین‌المللی حقوق اقتصادی، اجتماعی و فرهنگی (ICESCR) به رسمیت شناخته شده‌است. حق پوشش بر پایه ماده ۲۵ اعلامیه جهانی حقوق بشر (UDHR) نیز به رسمیت شناخته شده‌است.